# The Canadian Press

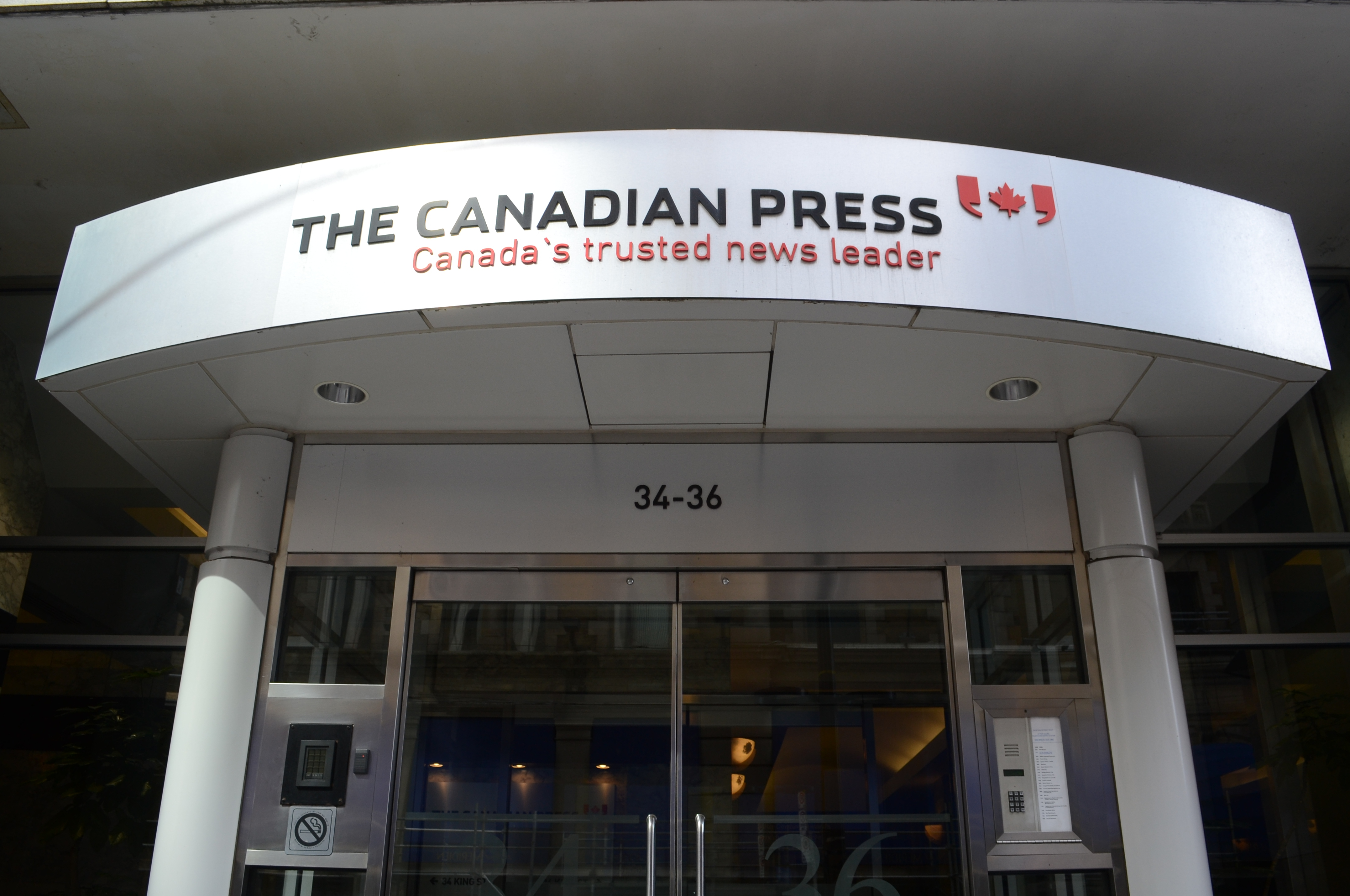

The Canadian Press (CP) bzw. La Presse Canadienne (französisch: PC) ist die größte nationale Nachrichtenagentur von Kanada mit Sitz in Toronto, Ontario. Sie beschäftigt über 250 festangestellte Mitarbeiter sowie zahlreiche freiberufliche Journalisten. Die Agentur wurde 1917 mit dem Ziel gegründet, damit Tageszeitungen in Kanada ihre Nachrichten austauschen konnten. Die Agentur war seit ihrer Gründung ein Non-Profit-Zusammenschluss mehrerer Zeitungsverlage. Mitte 2010 wurden Pläne bekanntgegeben, die Agentur zu einem eigenständigen privaten Unternehmen umzugestalten. 
Am 26. November 2010 haben die Gesellschafter, die Torstar Corporation, The Globe and Mail und Square Victoria Communications Group, bekanntgegeben, dass sie die Agentur in die Canadian Press Enterprises Inc. umgruppierten und die operativen Geschäfte an diese übergeben haben.

## Dienstleistungen
Das Unternehmen handelt heute mit Nachrichten, Informationen und Rechten an Lichtbildwerken: 
- Real-time, multimediale kanadische und internationale Nachrichten
- bearbeitete digitale Fotografien
- Online bearbeitete Fotos
- Satelliten und Internetgestützte Vermarktung
- Webseiten und Portal Management
- Informationen für Tageszeitungen, Magazine und andere Printmedien

## Abnehmer
Zu den Kunden gehören nationale und internationale Radio- und Fernsehsenderstationen, Zeitungen, Onlinemedien.